# Church of the Presidents (New Jersey)
Die Church of the Presidents („Kirche der Präsidenten“), ursprünglich St. James Episcopal Church,  ist eine historisch bedeutsame Kirche in Long Branch, New Jersey in den Vereinigten Staaten. Ihre Gottesdienste wurden im Verlauf der Geschichte von mindestens sechs amtierenden amerikanischen Präsidenten besucht, die in dem Badeort ihre Sommerfrische verbrachten. Die im Jahr 1879 eingeweihte Kirche ist seit 1976 im National Register of Historic Places („Nationales Verzeichnis historischer Orte“; NRHP) eingetragen. Seit 1953 wird sie nicht mehr sakral genutzt, sondern dient als ein Museum.

## Baubeschreibung
Die Kirche ist als Holzfachwerk konstruiert und hat einen kreuzförmigen Grundriss von circa 17 m × 36 m. Die maximale Höhe erreicht die Church of the Presidents über dem Querschiff mit 16,5 m. Das Fundament besteht bis auf Fensterhöhe aus Ziegelstein.

## Geschichte
Die Kirche wurde im Jahr 1879 erbaut und diente der örtlichen Episkopalgemeinde. Ihre in dieser Region einmalige Gestalt verlieh ihr eine besondere Bedeutung und zog viele Besucher an. Weil Long Branch in der zweiten Hälfte des 19. Jahrhunderts ein prominentes Seebad war, das der High Society als Sommerfrische diente, verzeichnet Church of the Presidents viele Berühmtheiten unter ihren Besuchern. Unter diesen befanden sich mit Ulysses S. Grant, Rutherford B. Hayes, James A. Garfield, Benjamin Harrison, Chester A. Arthur und Woodrow Wilson mindestens sechs amtierende amerikanische Präsidenten. Aus diesem Grund trägt diese Kirche ihren heutigen Namen.
Im Jahr 1954 wurde die Kirche profaniert. Zehn Jahre später wurde am Gebäude eine Renovierung durchgeführt. Die Kirche verwahrloste in der folgenden Zeit erheblich, so dass ab 1999 mit Restaurierungsarbeiten begonnen werden musste. Im Jahr 2021 versuchte die Long Branch Historical Museum Association („Verein Historisches Museum Long Branch“) über den Verkauf angrenzender Parzellen Geld für eine umfangreiche Altbausanierung einzusammeln, deren Kosten auf mehr als 4 Millionen US-Dollar geschätzt wurden.